# Bruno Granholm
Bruno Ferdinand Granholm (né le 14 mai 1857 à Myrskylä - décédé le 29 septembre 1930) est un architecte finlandais.

## Biographie
Bruno Granholm fréquente l'école primaire puis l'école secondaire de Myrskylä, à 30 km de Porvoo.
1882, il étudie à l'École polytechnique d'Helsinki.
Pendant ses études, il fait des stages, notamment dans le cabinet de  Theodor Höijer, et plus tard avec Theodor Decker et  Frans Anatolius Sjöström.
En outre, il suit un cours de technologie ferroviaire, un signe de son intérêt pour ce domaine.
Jusqu'à 1892, il travaille dans un bureau d'architecte, puis en tant que dessinateur pour les chemins de fer finlandais.
De 1892 à 1926 il est l'architecte en chef de la direction des chemins de fer de Finlande (fi).
En 1895, il est chef du département pour le secteur du bâtiment.
Bruno Granholm a conçu les bâtiments des gares des lignes Haapamäki–Jyväskylä, Jyväskylä–Suolahti, Helsinki–Turku, Kuopio–Iisalmi, Oulu–Tornio, Iisalmi–Kajaani et de Savonlinna–Elisenvaara.
Des bâtiments réalisés selon ses plans se trouvent aussi sur d'autres lignes comme la gare de Levashovo sur la ligne Riihimäki-Saint-Pétersbourg.
Le style de Granholm est fortement influencé par le Nationalisme romantique, qui correspond au goût dominant de l'époque.
Ses bâtiments sont considérés comme particulièrement précieux.

## Galerie

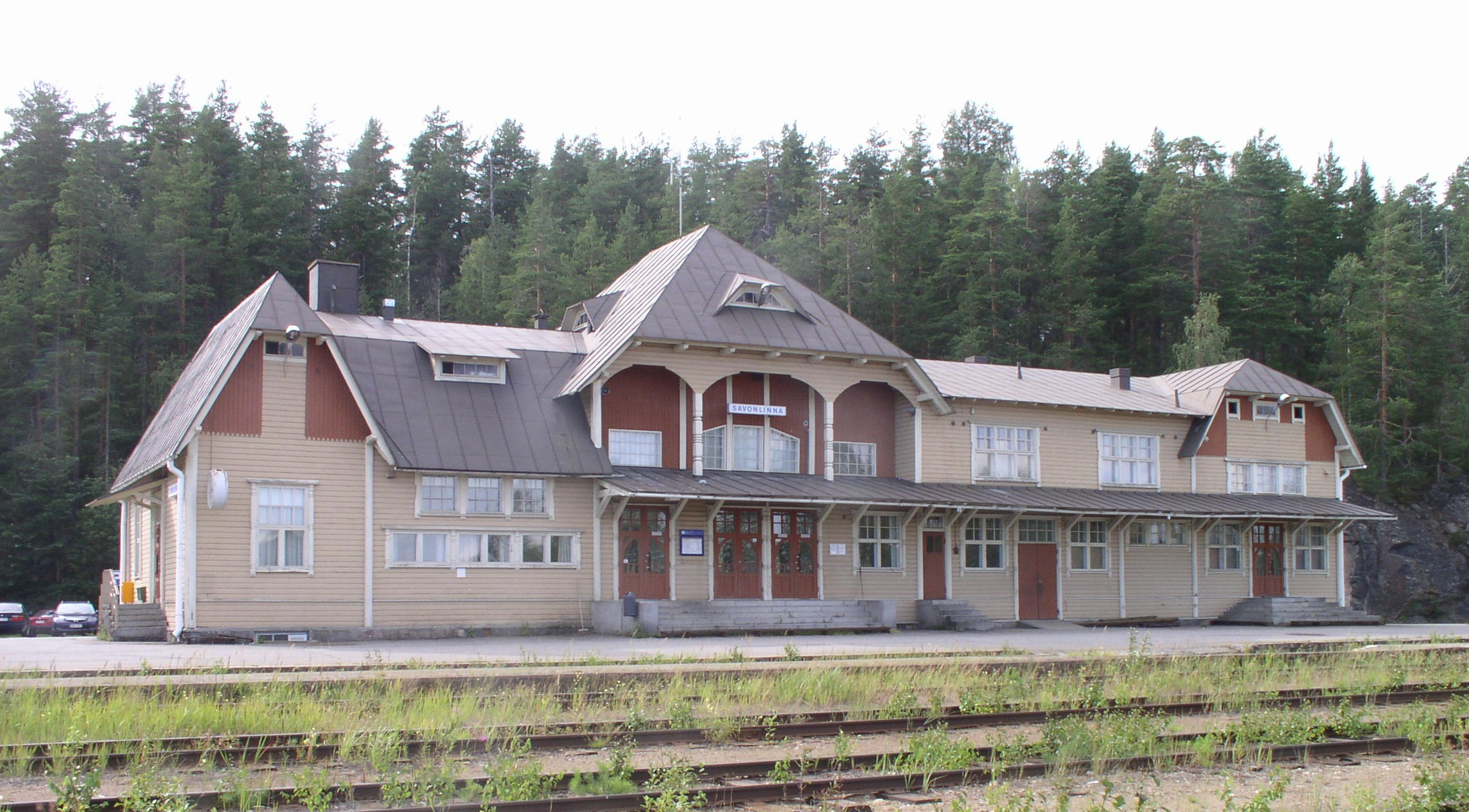
Gare de Savonlinna.
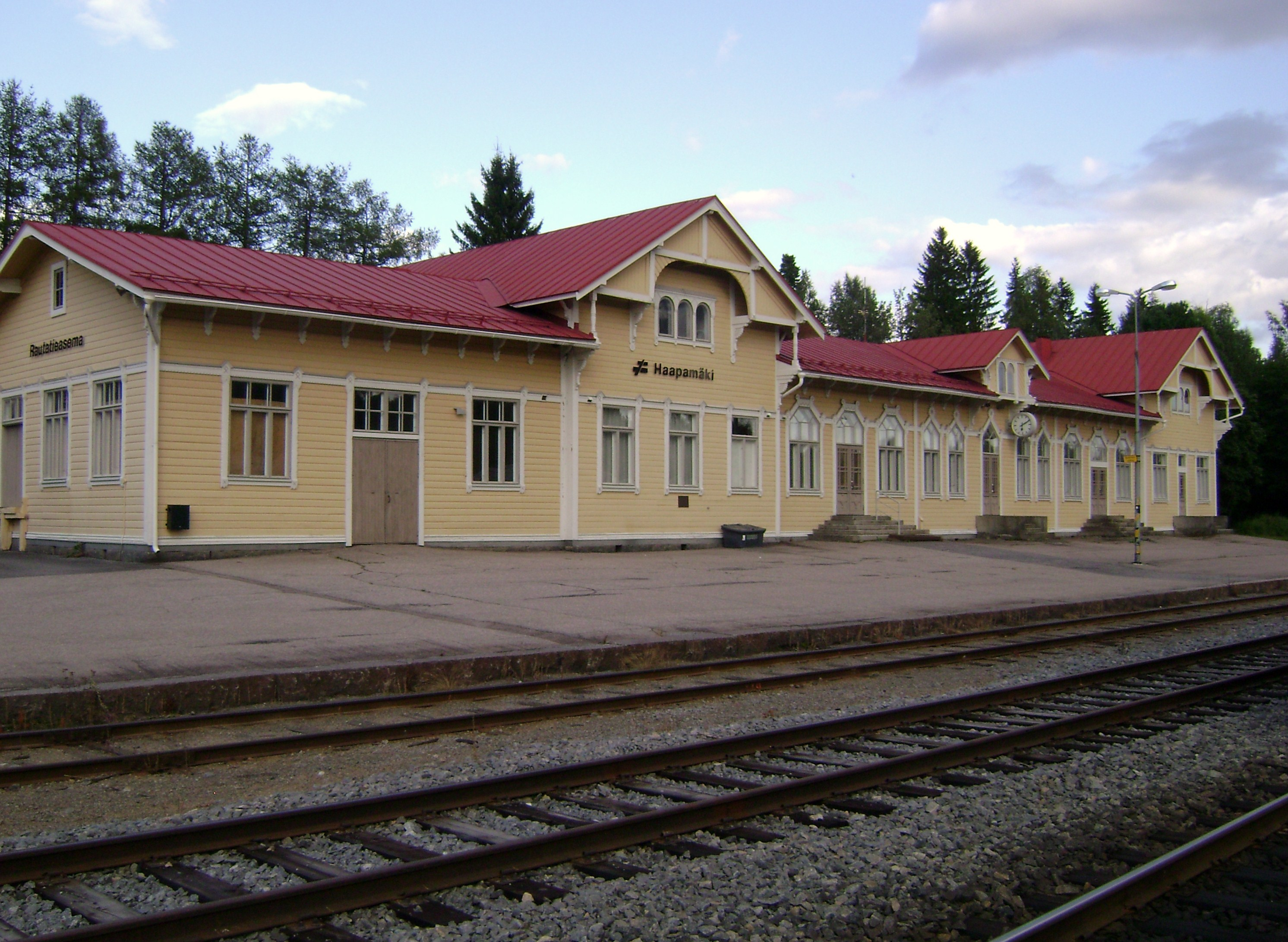
Gare de Haapamäki.
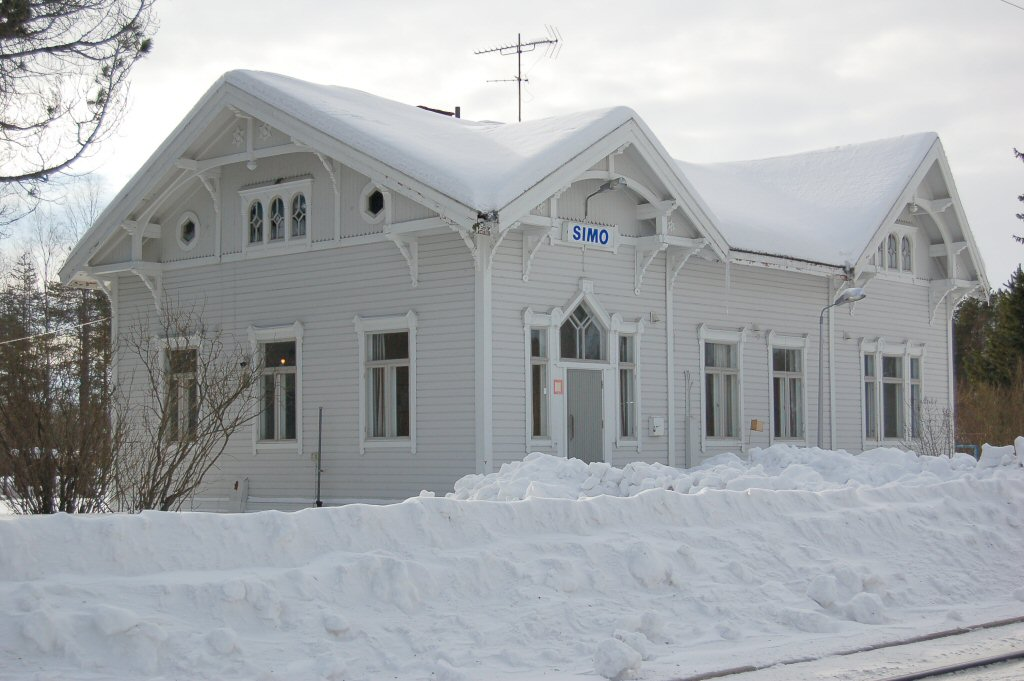
Gare de Simo (fi).
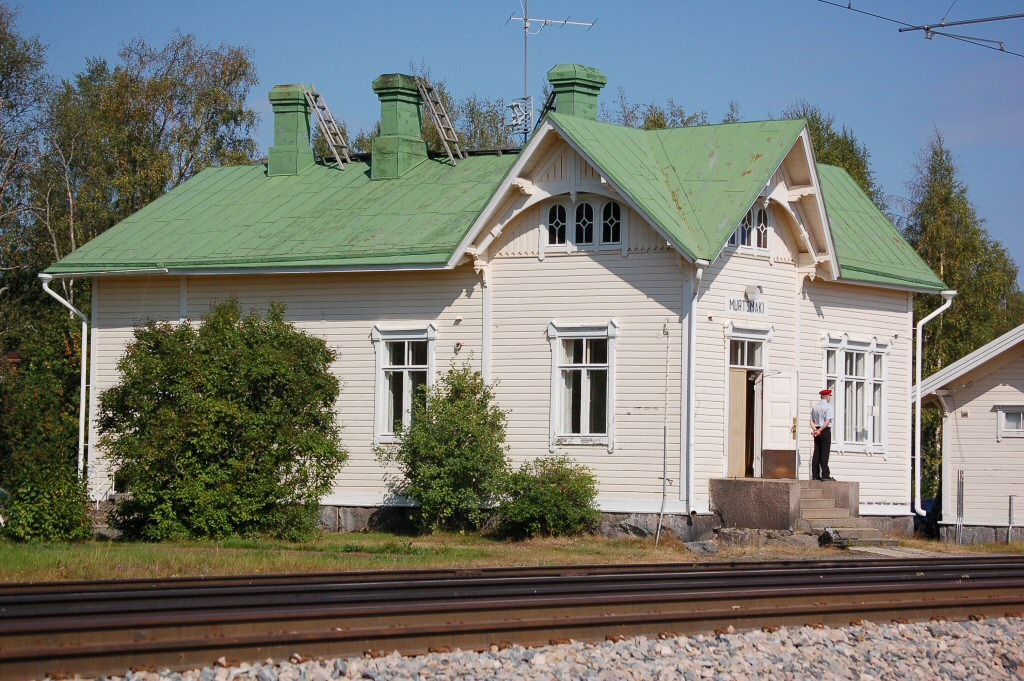
Gare de Murtomäki.
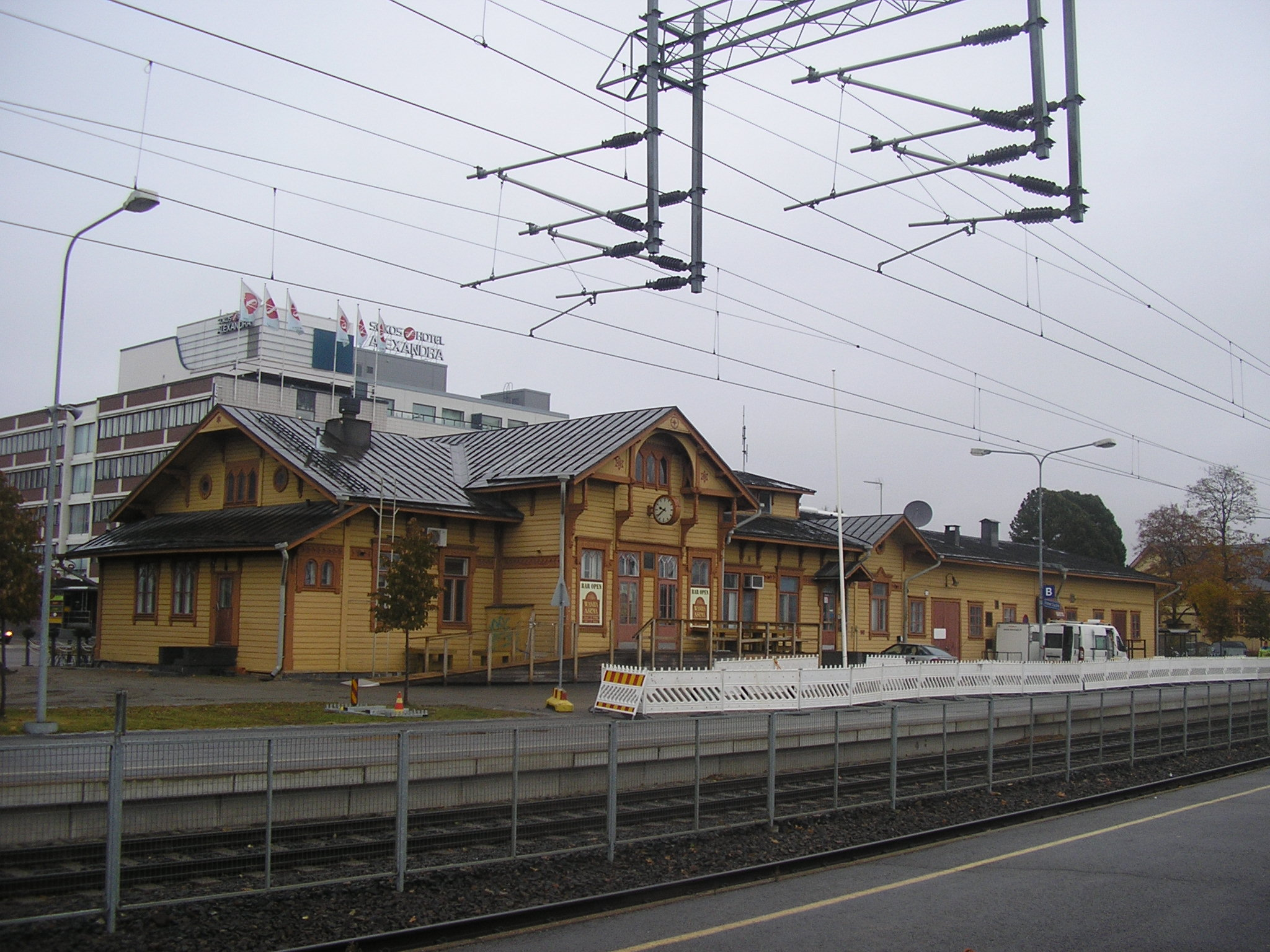
Gare de Jyväskylä.
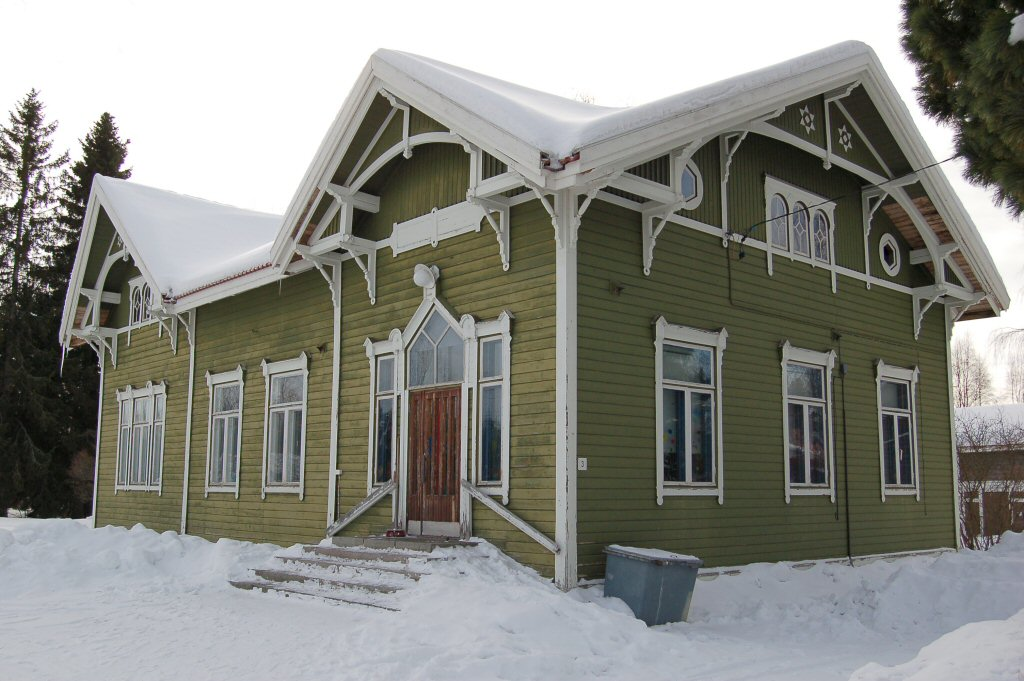
Gare de Kuivaniemi.
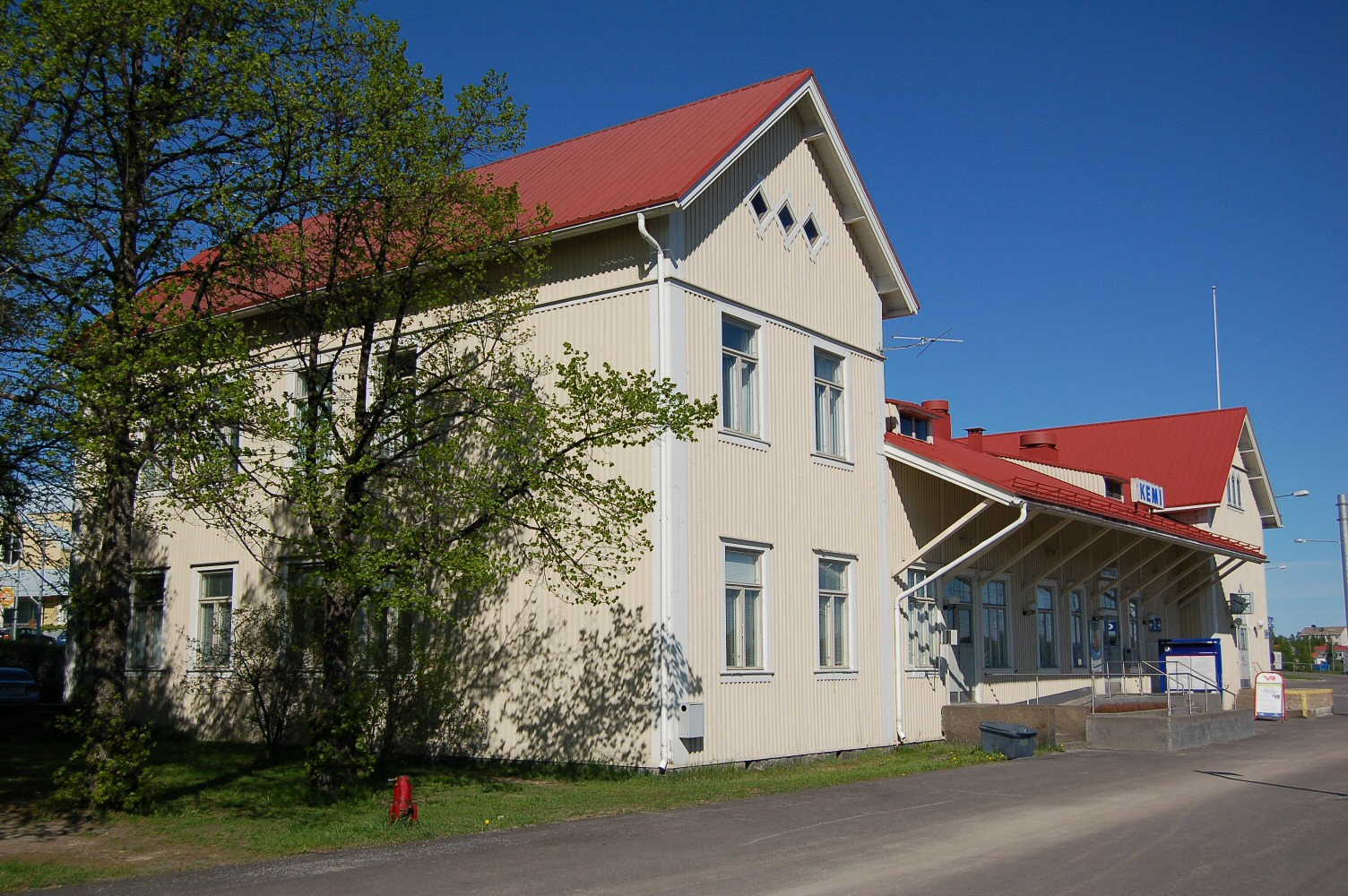
Gare de Kemi.
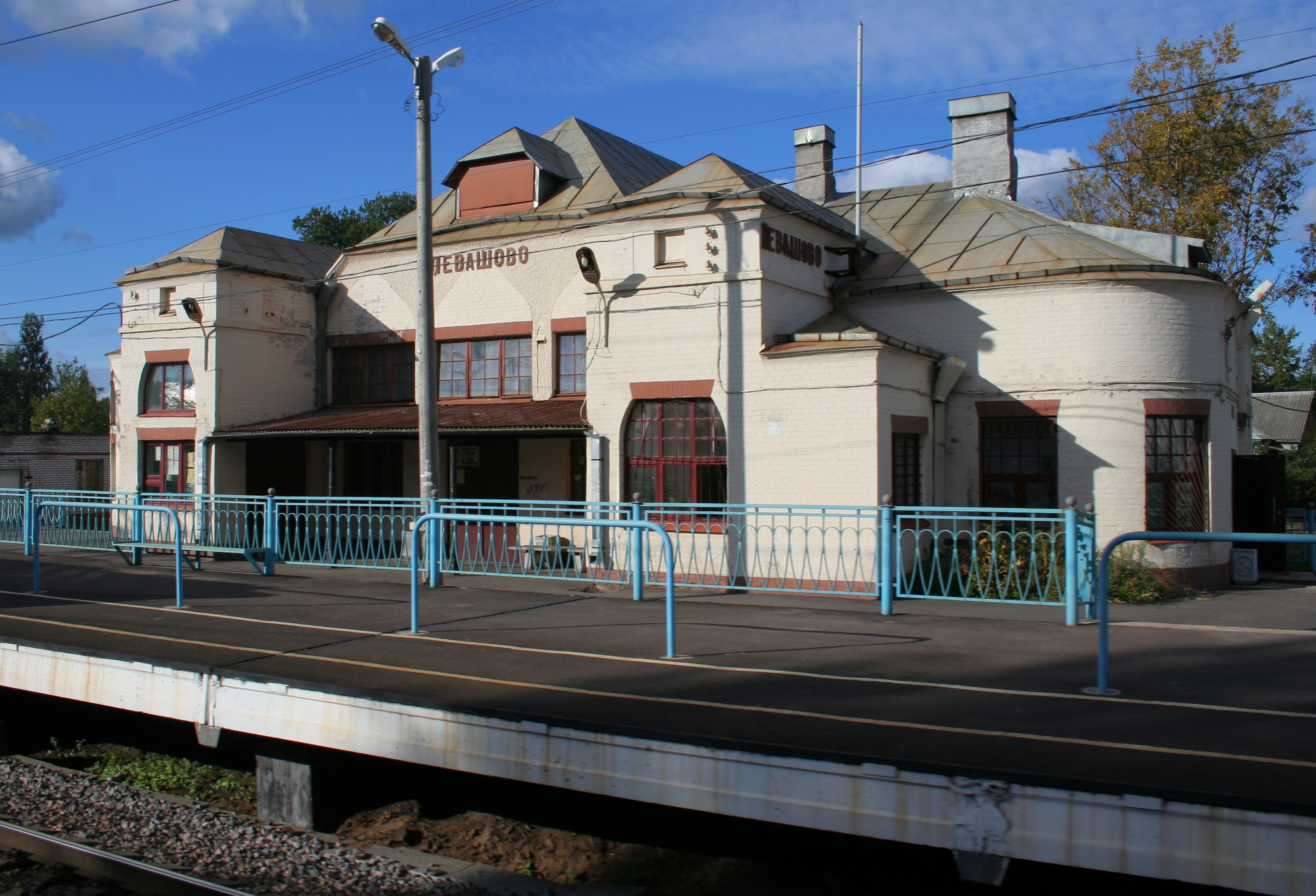
Gare de Levashovo.
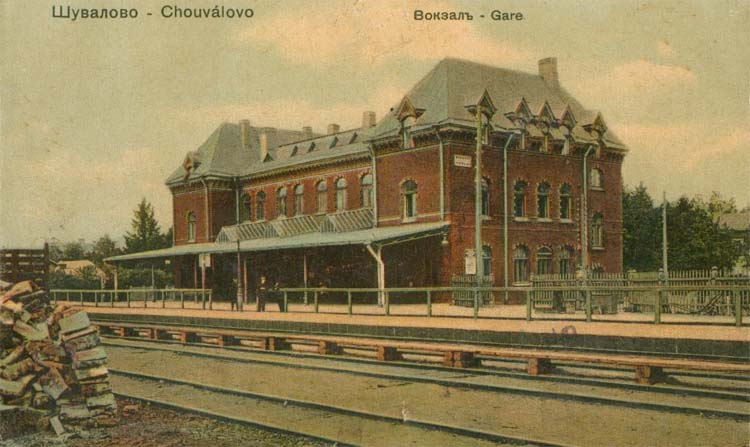
Gare de Chouvalovo.
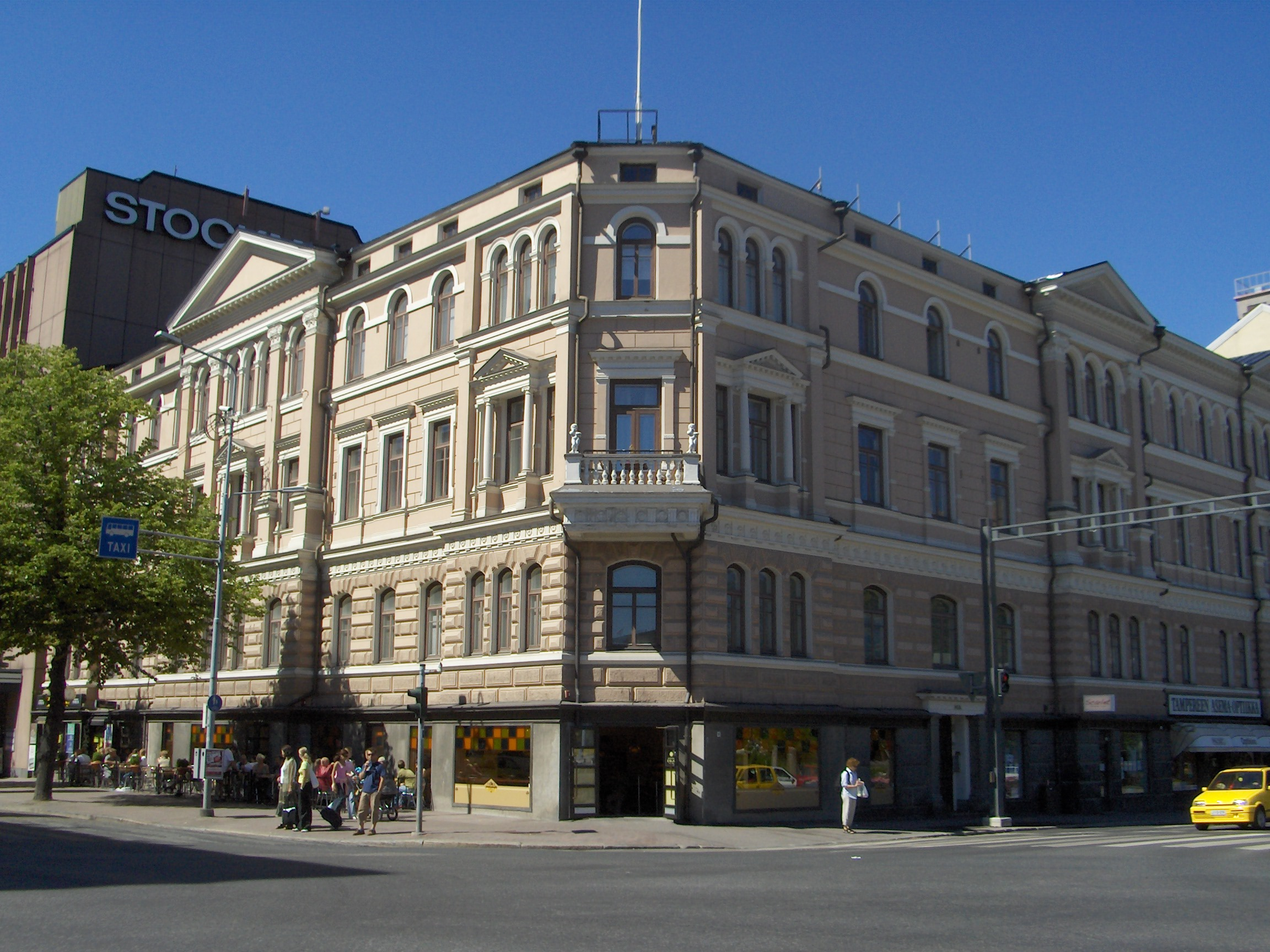
Maison du chemin de fer